# Erasmus Kittler

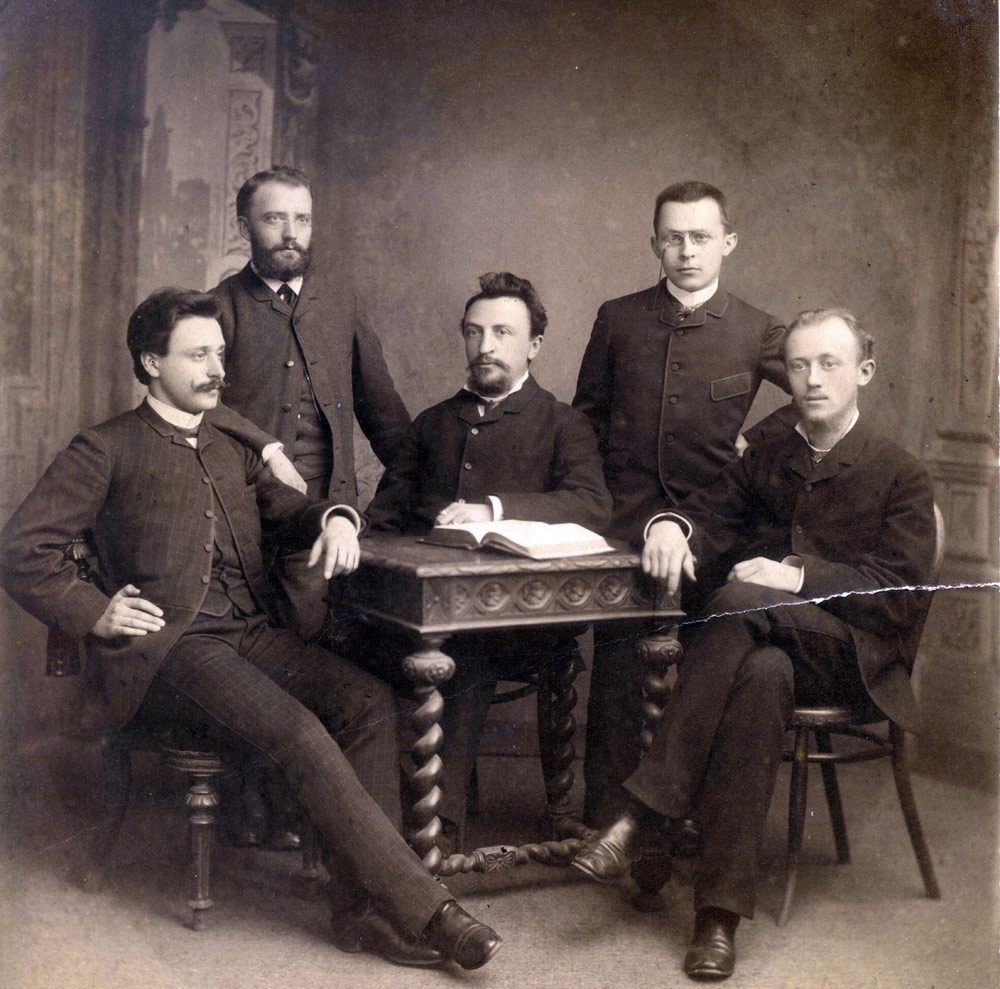
Erasmus Kittler amb els seus alumnes, Michał Doliwo-Dobrowolski primer per la dreta

Erasmus Kittler (nascut el 25 de juny de 1852 a Schwabach, mort el 14 de març de 1929 a Darmstadt ) - físic alemany, pioner de l'enginyeria elèctrica.

## Biografia
Fou fill de Philipp Kittler i de Dorothea Maria Kittler (de soltera Buhl). De 1871 a 1874 va treballar com a professor a Nuremberg, alhora que es preparava per a l'examen de Matura, que va aprovar el 1875. en aquella ciutat. El 1875–1876 va estudiar matemàtiques i física a la Universitat Tècnica de Munic i després a la Universitat de Würzburg. El 1879 va aprovar l'examen de professor que li donava dret a ensenyar matemàtiques i física.  Durant els seus estudis, va ser membre del cor acadèmic de l'Akademische Gesangverein Würzburg. El 1879 treballava com a ajudant del prof. Wilhelm von Beetz a l'Institut de Física de la Universitat Tècnica de Munic. El 1880 Va defensar la seva tesi doctoral escrita sota la supervisió de Friedrich Kohlrausch a la Universitat de Würzburg. El 1881 va rebre el seu títol d'habilitació a la Universitat Tècnica de Munic.

### Carrera
El 1882 El primer departament d'enginyeria elèctrica del món es va establir a la Universitat Tècnica de Darmstadt, i Kittler va ser nomenat cap. 12 d'abril de 1882 es va casar amb Karoline Friederike Sigismunde Hüttlinger. El 1883 Kittler va crear el primer pla d'estudis d'enginyeria elèctrica i va començar a ensenyar als enginyers elèctrics necessaris amb urgència per electrificar el país. El programa preveia quatre anys d'estudis d'enginyeria elèctrica que acabaven amb un examen. Els quatre primers semestres van incloure, a més de l'aprenentatge d'enginyeria elèctrica, també els fonaments de les ciències de l'enginyeria: matemàtiques, física, química i tecnologia de màquines. Al cinquè i sisè semestre, els estudiants van adquirir coneixements en àrees de l'enginyeria elèctrica com: metrologia, accionament elèctric, transmissió d'energia, ferrocarril elèctric, tecnologia de la il·luminació, i més tard també en tecnologia d'alta tensió. El 1887 Kittler es va convertir en membre de l'Acadèmia Alemanya de Naturalistes Leopoldina.
Els estudiants més famosos de Kittler inclouen: Michał Doliwo-Dobrowolski, Carl Hering, Clarence Feldmann, Waldemar Petersen i Leo Pungs. Kittler va escriure un dels primers llibres alemanys sobre enginyeria elèctrica: Handbuch der Elektrotechnik.
Erasmus Kittler va deixar la seva feina a la universitat el 1915. Amb motiu de la seva jubilació, la Universitat Tècnica de Darmstadt li va atorgar un doctorat honoris causa "després de molts anys d'èxit docent en agraïment pels seus serveis al desenvolupament de la universitat".

### Commemoració
Va morir el 14 de març de 1929. a Darmstadt. Va ser enterrat al cementiri de Waldfriedhof Darmstadt. La Universitat Tècnica de Darmstadt ha estat atorgant premis des de 1977. Medalla de Erasmus Kittler. La figura de Kittler va ser homenatjada a Darmstadt posant el seu nom a una de les escoles ( Erasmus-Kittler-Schule ) i als carrers (Kittlerstraße, 1919) del districte de Martinsviertel. A més, la Fundació Entega atorga cada dos anys el Premi Entega. Erasmus Kittler.